# Qin Sheng
Qin Sheng (秦昇T, 秦升S, Qín ShēngP; Dalian, 2 novembre 1986) è un calciatore cinese, centrocampista dello Shanghai Shenhua.

## Palmarès

### Club

#### Competizioni nazionali
- Coppa di Cina: 2

Shanghai Shenhua: 2017, 2023